# Битва при Бойне
Битва при Бойне, Бойнская битва (англ. Battle of the Boyne, ирл. Cath na Bóinne) — крупнейшее сражение в истории Ирландии, решающая битва Войны двух королей в ходе Славной революции.
Сражение произошло между армиями свергнутого короля Якова II и взошедшего на престол Вильгельма III Оранского, который приходился Якову племянником и зятем. Оба короля командовали своими армиями.
Сражение состоялось 1 июля 1690 года (11 июля по новому стилю) на восточном побережье Ирландии возле города Дроэда, войска противников находились на противоположных берегах реки Бойн. Армия Вильгельма III одержала победу над армией Якова II, состоящей в основном из необученных ополченцев.

## Армия Вильгельма III
Армия Вильгельма на момент битвы насчитывала 36 тыс. солдат, состав войска был неоднородным, наиболее обученные солдаты были из Дании и Нидерландов, вооружённые кремнёвыми ружьями. У шотландских и английских полков не было достаточного доверия со стороны Вильгельма III, сам он был по культуре нидерландцем и считал британские войска политически ненадёжными, поскольку ещё за год до битвы Яков II являлся их королём. Примерно 20 тыс. солдат находились в Ирландии ещё с 1689 года, к моменту сражения Вильгельм прибыл во главе новой 16-тысячной армии. Войска Вильгельма были профессиональными, лучше обученными и снабжались лучше, чем у якобитов. На стороне Вильгельма также воевали несколько полков французских гугенотов.

## Армия Якова II
Армия Якова II насчитывала 23,5 тыс. солдат. У него было несколько французских полков, присланных Людовиком XIV, общей численностью 7 тыс. солдат. Остальные войска составляли ирландские ополченцы, из которых наиболее боеспособной была кавалерия из местных дворян, лишённых англичанами земельных владений.

## Битва

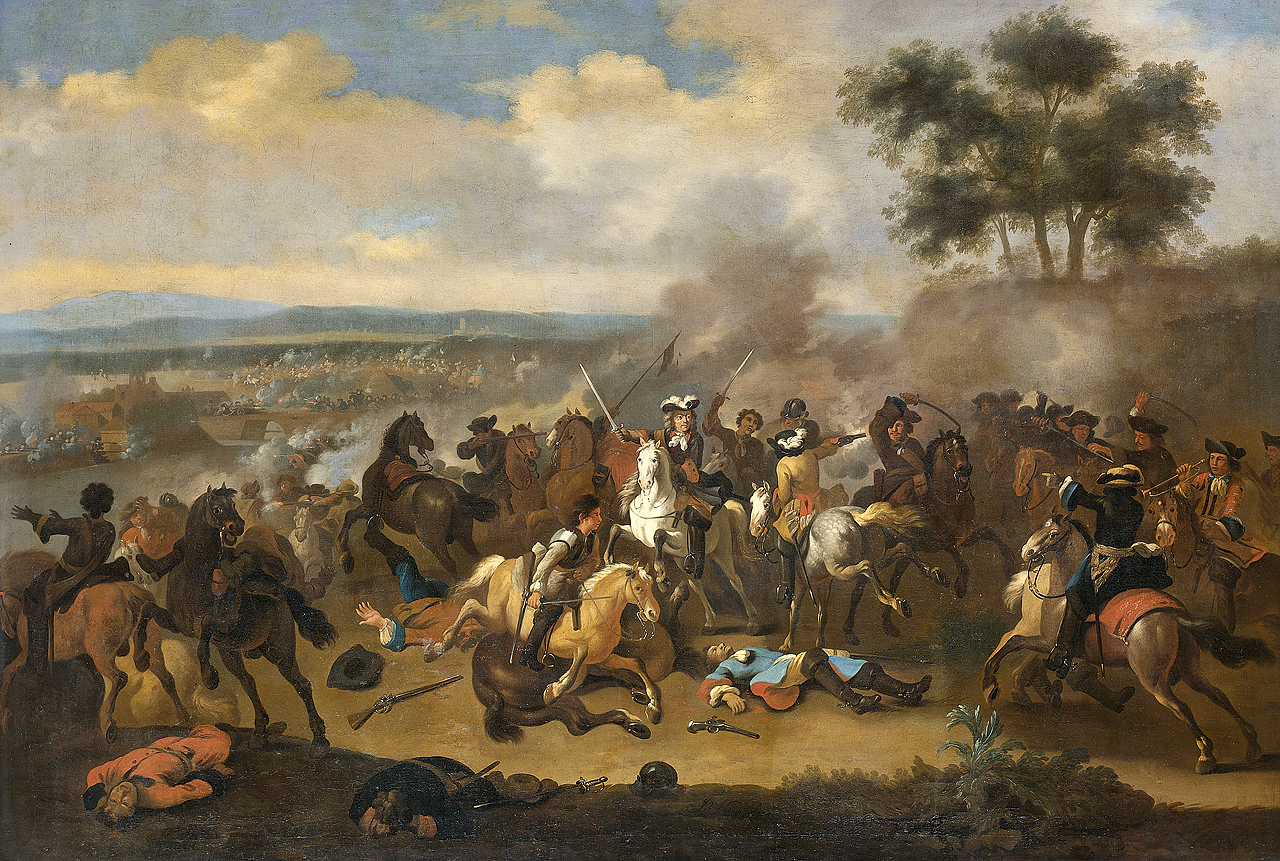
Битва на реке Бойн, Ян ван Хугтенбург

Вильгельм высадился 14 июня в Ольстере и стал двигаться через всю Ирландию на юг для взятия Дублина. Ожидалось, что якобиты встретят войска Вильгельма у города Ньюри, на современной границе Ирландии и Северной Ирландии, но Яков II лишь тянул время и готовился к сражению на подступах к Дублину у реки Бойн. 29 июня войска Вильгельма достигли реки Бойн. За сутки до битвы чудом уцелел сам Вильгельм III, он был ранен огнём якобитской артиллерии во время осмотра брода на реке, по которому его войска должны были пересечь Бойн.
Битва продолжалась в течение всего дня 1 июля. Вильгельм послал четверть своего войска для пересечения реки возле деревни Слейн, Яков II, опасаясь быть атакованным с фланга, выслал навстречу войскам Вильгельма III половину своих войск с большей частью артиллерии. Но из-за узкого ущелья противники так и не смогли вступить в сражение, проведя почти всю битву без движения. По мнению историков, именно эта ошибка Якова II и привела его к поражению.
На главном участке сражения пехота Вильгельма III, поддерживаемая преобладающим огнём артиллерии, пробилась через брод на реке Бойн, но была успешно атакована ирландской конницей. До подхода кавалерии Вильгельма III некоторые части удерживали ирландскую конницу, пытавшуюся перейти реку, после чего Вильгельм предпринял контратаку пехотой. Этот этап сражения стал переломным. В ходе него погибли двое командующих Вильгельма III — герцог Шомберг и Джордж Уолкер. Войска Якова II отступили и были перегруппированы недалеко от поля битвы, где снова успешно отбили атаку Вильгельма, но вскоре были вынуждены окончательно отступить.

## Потери
Из примерно 50 тыс. сражавшихся на реке Бойн погибли около 2 тыс. человек, две трети из которых — якобиты. Столь малое количество погибших для такой битвы объясняется тем, что основные потери при сражениях в то время происходили при преследовании отступающих войск противника победившей стороной. В сражении при Бойне преследование не было организовано надлежащим образом, а предпринятые попытки преследования успешно пресекались ирландской конницей.

## Итоги

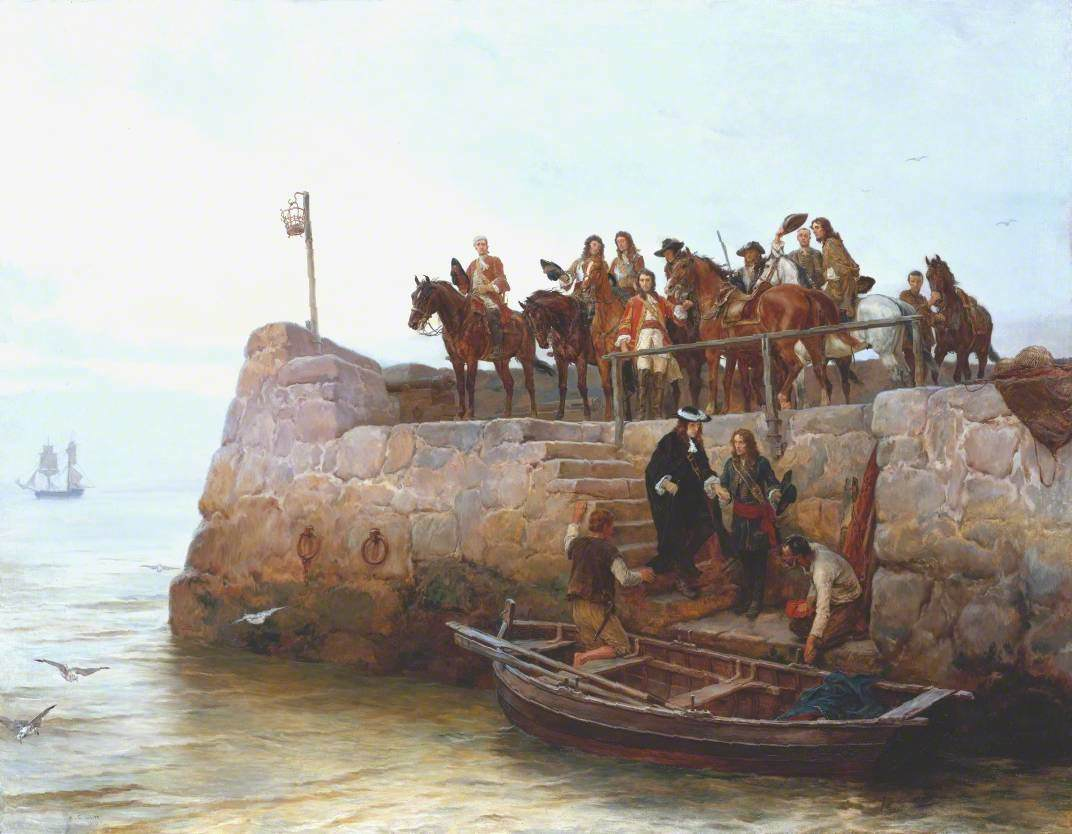
Бегство короля Якова II после битвы на реке Бойн. Художник Эндрю Каррик Гоу.

Хотя войска Якова II отступили успешно и без особых потерь, но были сильно деморализованы, многие пехотинцы дезертировали. Через два дня после битвы в Дублин торжественно вошли войска Вильгельма III. Якобиты оставили Дублин без боя, пересекли реку Шаннон и укрепились в Лимерике, где и были осаждены. Несмотря на достаточно высокий боевой дух и хорошее состояние войска, Яков II потерял надежду на победу и покинул своих солдат. Он уехал в повторное изгнание во Францию, где прожил до своей смерти в 1701 году. Ирландцы были очень разочарованы бесславным поражением и бегством Якова II, в народной среде у него до сих пор сохранилось прозвище ирл. Seamus a' chaca в буквальном переводе «Джеймс дерьмо». Сами ирландцы сражались до 1691 года.

## Религиозная война
В данной битве присутствовал также религиозный подтекст. В надежде на восстановление прав на стороне католика Якова II выступило много ирландцев-католиков, потерявших своё имущество и земельные наделы после вторжения Оливера Кромвеля. На стороне же Вильгельма III в основном были английские протестанты.

## 12 июля в Северной Ирландии
12 июля протестантами Северной Ирландии в знак победы над католиками ежегодно отмечается шествием во множестве городов. Шествия Ордена Оранжистов часто провоцируют конфликты, поскольку их маршрут проходит через кварталы, населённые католиками.